# Старая Покровка (Рязанская область)
Старая Покровка — село в Шацком районе Рязанской области в составе Лесно-Полянского сельского поселения.

## Географическое положение
Село Старая Покровка расположено на Окско-Донской равнине на левом берегу реки Вобша (Серп) в 25 км к юго-востоку от города Шацка. Расстояние от села до районного центра Шацка по автодороге — 28 км.
К западу от села протекает река Вобша, на правом берегу которой простираются луга и расположено урочище Валяевка (бывший населённый пункт); к юго-западу протекает река Кунева (приток Вобши); к северу находятся урочище Новая Покровка (бывший населённый пункт) и балка Спорная; к востоку — истоки речки Коньши и урочище Смирное (бывший населённый пункт). Ближайшие населённые пункты — деревни Александровка и Мельница.

## Происхождение названия
Село получило название по существовавшей в нём церкви. Вплоть до начала XX века село носило двойное название — Покровское, Покровка тож.

## История
Село Покровское на реке Вопше с деревянной церковью «Пресвятой Богородицы честнаго и славнаго Покрова» впервые упоминается в окладных книгах по Шацкому уезду за 1676 год.
В 1760 году в селе Покровское на месте старой ветхой на средства прихожан была построена новая деревянная холодная церковь во имя Покрова Пресвятой Богородицы (полностью разрушена в советское время). Вплоть до 1917 года в церкви хранились местночтимые иконы Богоматери — Казанская и «Достойно есть — Милующая».
К 1911 году причт Покровской церкви села Покровское, Старая Покровка тож, по штату состоял из священника и псаломщика. За церковью числилось 2 десятины усадебной и 33 десятины пахотной земли, из них неудобной 3 десятины, усадебная в 2-х участках, вблизи церкви, полевая в 3 полях, в 2,5 верстах от церкви. Земля давала годового дохода 140 руб., братский годовой доход составлял 400 руб., причтовый капитал — 200 руб. От казны платилось жалованье: священнику — 300 руб. и псаломщику — 100 руб. в год. Дома у причта были собственные.
В состав прихода Покровской церкви села Старая Покровка входила также деревня Александровка.
К 1911 году, по данным А. Е. Андриевского, в селе Покровское, Старая Покровка тож, насчитывалось 164 крестьянских двора, в которых проживало 700 душ мужского и 814 женского пола. Жители занимались земледелием. Душевой надел местных крестьян составлял 1,5 десятины.
Помимо церкви в селе имелись церковно-приходское попечительство, одноклассная женская церковно-приходская и одноклассная мужская земская школы, и церковная библиотека в 150 томов.
До 2017 года входило в ныне упразднённое Криволуцкое сельское поселение.

## Население
| 1989 | 2010 | 2012 |
| ---- | ---- | ---- |
| 103  | ↘32  | ↗39  |

## Транспорт
Основные грузо- и пассажироперевозки осуществляются автомобильным транспортом. Село Старая Покровка расположено в непосредственной близости от автомобильной дороги межрегионального значения А-143: «Шацк — Тамбов», на которую имеет выезд.

## Известные уроженцы
- Михаил Иванович Новосельцев (1900—1967 гг.) — гвардии ефрейтор, командир пулемётного расчёта 62-го гвардейского Черниговского кавалерийского полка, Герой Советского Союза.